# Les Codinoies
Les Codinoies és una masia de Folgueroles (Osona) inclosa a l'Inventari del Patrimoni Arquitectònic de Catalunya.

## Descripció
Es tracta d'una masia de planta rectangular coberta a dues vessants amb el carener perpendicular a la façana, orientada a migdia. Consta de planta baixa i dos pisos. La façana presenta un portal rectangular de pedra i dues finestres recents a la planta i tres finestres a cada un dels tres pisos: la central del primer pis té l'ampit motllurat i presenta una inflexió gòtica (les del segon pis també som motllurades). El mur de llevant és gairebé cec llevat de dues espitlleres al segon. A tramuntana hi ha un contrafort a la part esquerra, una comuna moderna i un cos rectangular d'una sola planta i cobert a una vessant. A ponent sobresurt, a nivell del primer pis, un porxo. A l'angle SW hi ha un cos d'una única planta cobert a dues vessants amb el carener paral·lel a la façana orientada a llevant.

## Història
La masia forma part del patrimoni del mas Brú de Sala. Es troba registrada en el nomenclàtor de la província de Barcelona l'any 1860, on consta com el mas "Las Codinoyas, masia casa de labranza".